# 060 DA型柴油机车
060 DA型柴油机车是罗马尼亚铁路的一种柴油机车，于1959年研制成功，其设计源自瑞士机车和机器制造厂（SLM），机车装配了苏尔寿公司的柴油机和勃朗-包维利公司的电力传动系统。SLM为罗马尼亚制造了六台机车后，克拉约瓦电力机车设备股份公司于1960年从瑞士引进了060 DA型机车的技术专利和生产授权许可，开始在罗马尼亚大批量生产。060 DA型机车是二十世纪欧洲最成功的柴油机车车型之一，也是罗马尼亚国内产量最大、生产时间最长的柴油机车，生产时期超过30年、累计产量达到近2500台，这种机车更被大量出口到波兰、保加利亚、中国等地。

## 发展历史

### 引进

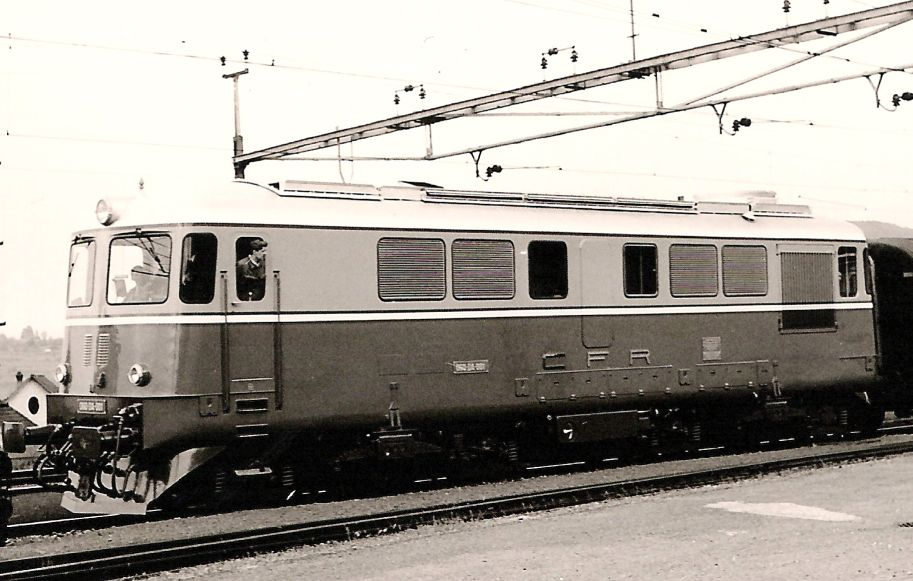
在瑞士试运行的首台060 DA型机车

1950年代，随着罗马尼亚国内经济的恢复和铁路运输的发展，原有的蒸汽机车和柴油机车已经不能满足需求，罗马尼亚铁路急需一种新型柴油机车作为补充。由于当时罗马尼亚尚不具备设计柴油机车的能力，为此罗马尼亚于1959年向位于温特图尔的瑞士机车和机器制造厂订购六台功率1900马力等级的电力传动柴油机车，定型为060 DA型。这批机车集合了当时瑞士几家著名的机车车辆技术公司的技术力量，除了瑞士机车和机器制造厂（SLM），还包括苏尔寿公司、勃朗-包维利公司（BBC）。其中苏尔寿公司负责提供柴油机、BBC公司负责电力传动系统，而SLM公司负责包括车体、转向架在内的机械部分和最终组装。在设计060 DA型机车的过程中，SLM公司参考了同厂Ae 6/6型电力机车的车体和转向架设计，因此这两种机车实际上拥有非常相似的车体外观和转向架结构。
六台新机车（060-DA-001～006）于1959年5月至10月先后完成组装，并在瑞士进行试验和运行考核，其中001号机车成功在圣哥达铁路困难路段牵引550吨货物列车。这批机车抵达罗马尼亚之后首先配属布拉索夫机务段，担当布拉索夫—普雷代亚尔（Predeal）铁路的客货列车牵引任务。

### 生产

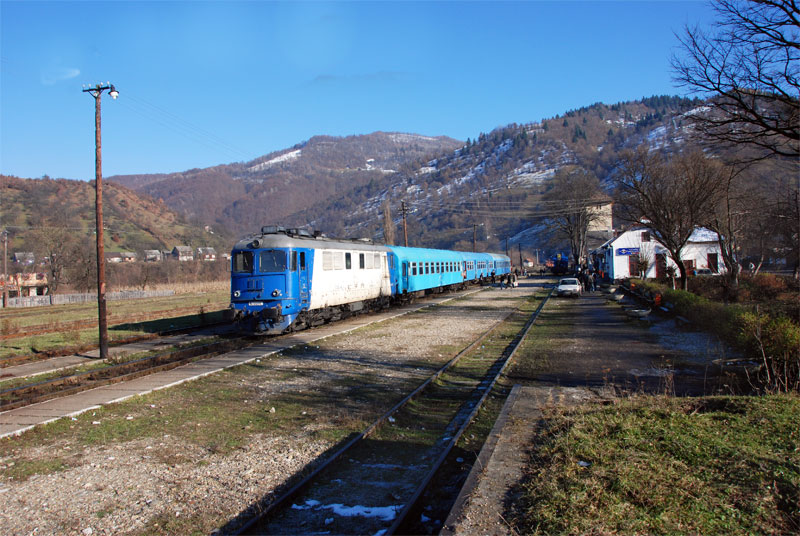
牵引旅客列车的60型机车

1960年，罗马尼亚与瑞士签订协议，罗马尼亚克拉约瓦电力机车设备公司获授权许可自行批量生产060 DA型机车，SLM、BBC及苏尔寿公司分别向罗马尼亚转让生产资料和技术。1960年，克拉约瓦厂制造了首批10台国产060 DA型机车（060-DA-007～016），但其柴油机和电力牵引系统仍然采用采用瑞士进口产品。从1961年起，罗马尼亚雷希察机械制造厂（Uzina Constructoare de Maşini Reşiţa）获得苏尔寿公司授权生产柴油机，此后生产的060 DA型机车开始全面国产化。
060 DA型柴油机车最初是作为货运机车使用，最高速度为100公里/小时；但由于罗马尼亚铁路的限速普遍不高，这种机车很快就被广泛应用于旅客列车的牵引。为了满足客运的需要，克拉约瓦厂通过修改机车的传动齿轮比，将机车最高速度提高到120公里/小时。这种客运型机车定型为060 DA1型，于1968年开始生产（060-DA1-433～）。至1970年代中期，由于国际铁路联盟（UIC）建议罗马尼亚铁路改善机车车型的制定，060 DA型机车更名为60型，而060 DA1型机车更名为62型。1958年至1988年间，克拉约瓦厂生产了一批采用苏联SA-3型自动车钩和宽轨轨距的060 DA型机车，用于罗马尼亚与摩尔多瓦、乌克兰接壤边境的铁路，这批机车定型为67型、68型，予以区分。1960年至1981年间，累计共有1407台060 DA型机车交付罗马尼亚国家铁路使用。而在1970年至1993年间也另外生产了160台机车供罗马尼亚国内的工业企业使用。

### 出口

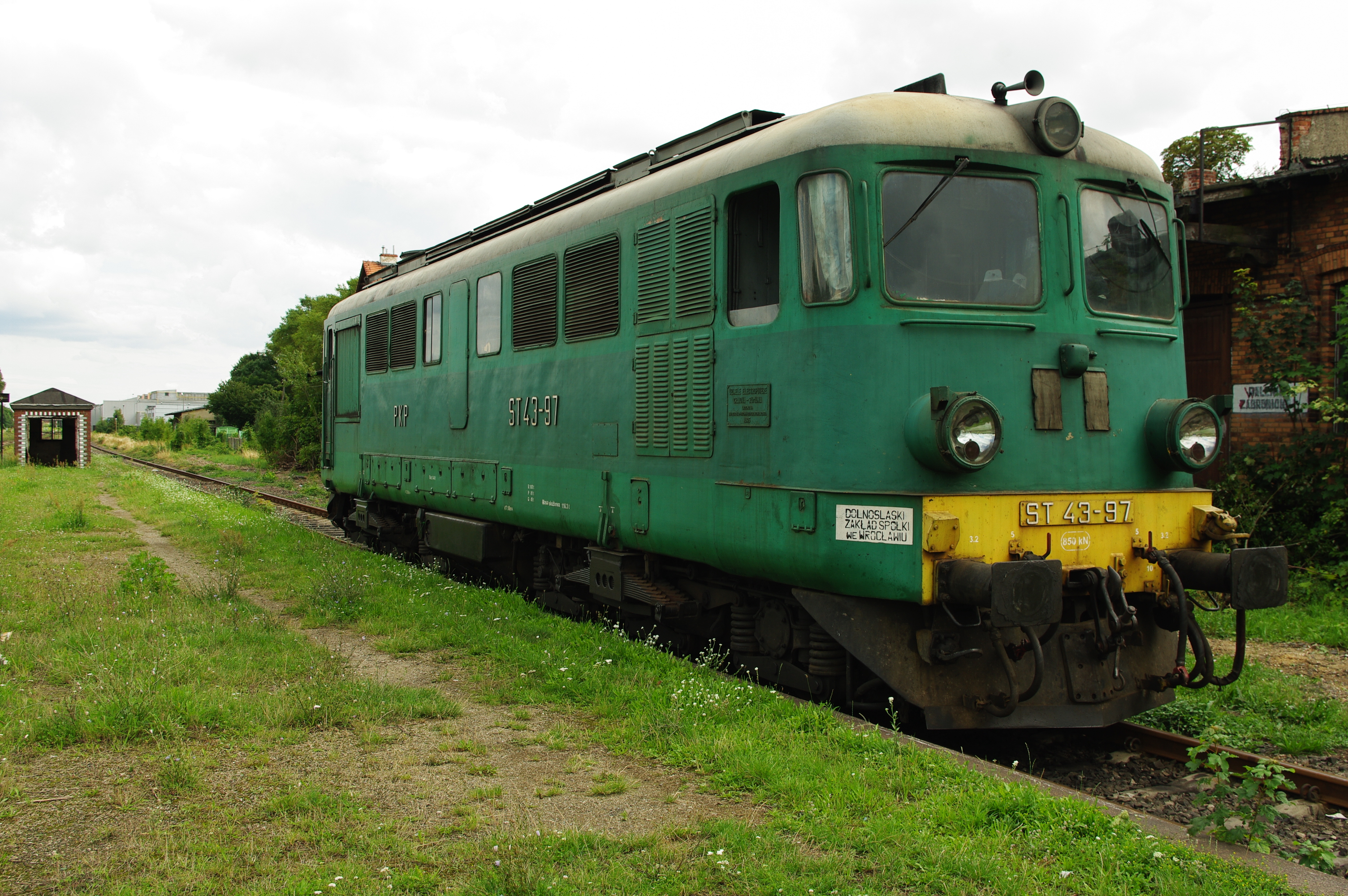
波兰国铁ST43型机车

除了供应罗马尼亚本土，060 DA型柴油机车也成为罗马尼亚最重要的出口工业产品之一。
- 波兰国铁ST43型柴油机车：1960年代至1970年代，波兰国家铁路从罗马尼亚大批量进口060 DA型柴油机车用于货运，共计422台，定型为ST43型（001～422），最高速度100公里/小时。
- 保加利亚国铁06型柴油机车：1966年至1975年间，保加利亚国家铁路进口了130台060 DA型柴油机车，定型为06型。
- 中国铁路ND2型柴油机车：1972年起，罗马尼亚为抵偿中国债务，向中国出口了一批060 DA型柴油机车。由于其性能表现良好，中国铁道部又额外订购了更多的机车。出口至中国的060 DA型柴油机车按中国的使用要求作出了一些改进，主要用于客运，最高速度120公里/小时，在中国定型为ND2型，共计284台。在2004年，罗马尼亚铁路集团（Grupul Feroviar Roman）从中国回购了20台ND2型机车，这批机车返回罗马尼亚进行了现代化改造后又再投入服务，定型为60型。
- 中国铁路ND3型柴油机车：1980年代起，由于中国铁路旅客列车编组开始扩大，且更大功率的客运机车数量增加，ND2型机车已经不能满足客运需要；因此从1985年起，出口至中国的060 DA型机车开始改为调车机车，在原ND2型基础上由棚式车体改为外走廊罩式车体，并修改了传动齿轮比，最高速度100公里/小时，在中国定型为ND3型，共计88台。

## 技术特性

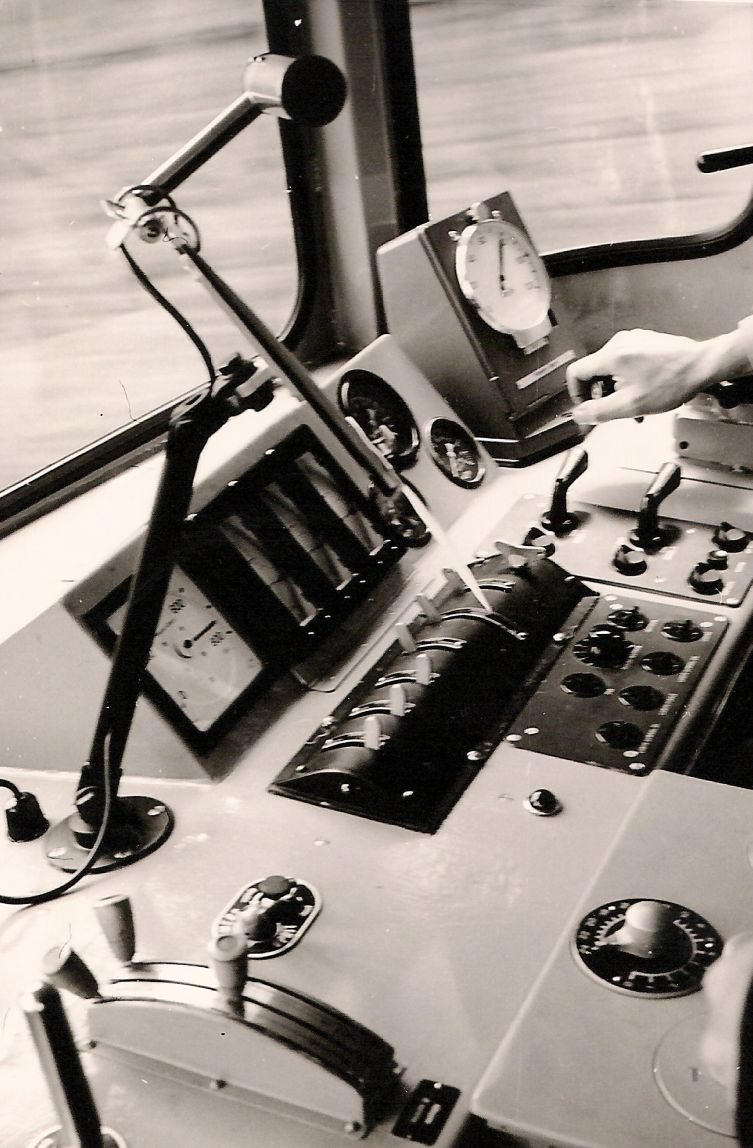
060 DA-001号机车的司机室

060 DA型机车采用承载式全钢焊接结构棚式车体，车体两端各有一司机室，中央为动力室，两端司机室由车体内的两侧走廊连通；车上并设有厕所和洗脸盆各一个。机车备有重联插座，容许多节机车重联运行。油箱容量4000升。
机车装用一台苏尔寿公司的12气缸、并列式、四冲程12LDA28型柴油机，缸径280毫米、行程320毫米，标定功率2300马力（1693千瓦），装车功率2100马力（1546千瓦）。060 DA型机车为直—直流电传动柴油机车，柴油机驱动直流发电机，经调压后输出直流电供给牵引电动机。
机车走行部为两台三轴转向架，是在Ae 6/6型电力机车转向架结构基础上适当简化而成。转向架构架采用型钢焊接结构，一系悬挂为轴箱螺旋弹簧、二系悬挂为钢板弹簧。两个转向架之间沿用了Ae 6/6型机车的弹性交叉联接装置，减小了转向架通过曲线的冲角，有利于机车通过曲线的性能。每台转向架装用三台牵引电动机，采用抱轴式悬挂，通过单边弹性斜齿轮传动。机车具有自动直通空气制动，但不设电阻制动。

## 现代化改造

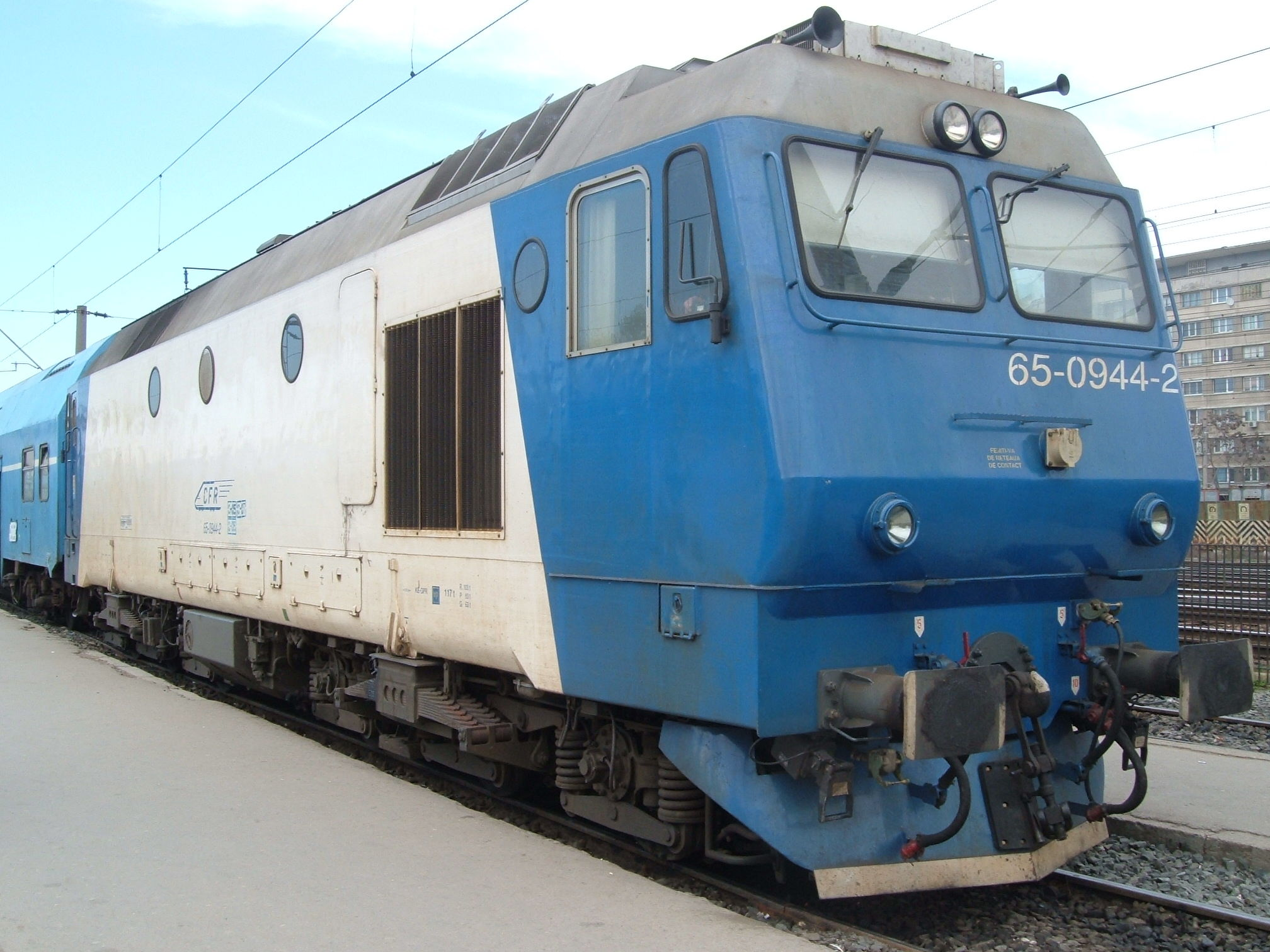
完成改造后的65型机车

1985年，罗马尼亚铁路的两台060 DA型机车由美国机车公司（Alco）协助进行技术改造，换装功率更大的柴油机，装车功率2640马力（1943千瓦），并将原来的直—直流电传动系统改造成交—直流电传动。这两台机车被定型为61型，至1990年代中期报废。2000年代初，罗马尼亚铁路其中一台62型客运型机车（62-1248）的二系悬挂进行了改造，原来的钢板弹簧被换成两组六个螺旋圆弹簧，更名为65型，车号更改为65-1248。
2000年起，14台60型机车（60-834～847）由克拉约瓦电力机车设备公司和通用动力EMD公司合作进行改造，换装八气缸、二冲程、带涡轮增压的EMD 8-710G3A-T2型柴油机，装车功率维持相同（2100马力），电力传动系统改为交—直流电传动，并加装了微机控制和列车取暖供电装置，同时更换了新车体，完成改造后这批机车被定型为63型。此后克拉约瓦公司又开始对客运型机车进行了相同的改造，完成改造后的客运型机车被命名为65型，共49台。

## 车辆保存
首台060 DA型机车（060-DA-001）于1994年退役，经翻新至早期涂装后保存在位于克卢日-纳波卡的代日·克卢日机务段（Depoul Dej Triaj）。

## 参看
- Ae 6/6型电力机车
- 中国铁路ND2型柴油机车
- 中国铁路ND3型柴油机车
- 英铁47型柴油机车